# よしもとゴルフ倶楽部
よしもとゴルフ倶楽部（-くらぶ）は、TOKYO MXで2008年11月8日から放送されていた、スポーツバラエティ番組。2009年10月3日より、関西のサンテレビでも放送が開始された。

## 出演
- 大塚有理子（プロゴルファー）

吉本芸人
- 蛍原徹（雨上がり決死隊）
- 原西孝幸（FUJIWARA）
- 梶原雄太（キングコング）
- 遠藤章造（ココリコ）

ナレーター
- あべこうじ

## 内容
蛍原を中心にプロゴルファー大塚に吉本芸人たちが、ガチンコ勝負を挑む番組だったが、最近は蛍原は出演せず原西と梶原が大塚にベストボールチョイスで戦う番組になった。

## スタッフ
- 構成：金森直哉
- CAM：大尾庸介、江森太一、仲野剛
- MIX：大路雅也、滝田康昭
- EED：森岡佑次
- SE・MA：石間由紀
- AD：小島悠平
- デスク：千葉恵子
- ディレクター：高橋寛之
- プロデューサー：土屋達彦（よしもとクリエイティブ・エージェンシー）、内山俊哉（グローバーズ）、西本武（ブーム）
- 取材協力：アバイディングクラブ、ゴルフソサエティ、ecco
- 技術協力：トラッシュ、麻布プラザ
- 制作協力：GLOBERS、boom
- 製作著作：吉本興業